# 貨物200便
貨物200便（かもつ200びん、ロシア語: Груз 200, ラテン Gruz dvésti; 英語: Cargo 200）は、ソビエト連邦とNIS諸国において、軍の死亡者の運送を示す暗号名である。公式な貨物200便の意味は、厳密には航空輸送のために亜鉛で内張りされた棺に納められた兵士の遺体を指す軍の用語である。
非公式な貨物200便の意味は、戦場から運び出される全ての死者の遺体を指し、そして戦闘における不可逆な人的資源の損失を示す婉曲表現にもなってきている。

## 起源
貨物200便は、アフガニスタン紛争の最中の1980年代中期に使用され始めたこと以外は登場初期のことは分かっていない。
1984年10月4日に出されたソ連国防省の命令書200号が用語の起源説の主流で、偶然にもこの命令書は航空輸送の際の死亡兵士の死体の標準化された最大重量を200キロに定めていた。
1980年代後期には、その用語はソビエト連邦軍の間で広く使用されるようになり、負傷兵を運び出す際の貨物300便や、弾薬を輸送する際の貨物100便など、関連暗号を生み出した。

## 現代での使用
貨物200便という用語は2014年のロシアとウクライナ間の紛争の始まりと共に、新たな国際的注目を集めるようになった。 ロシアの正規軍がドンバスの紛争に参加しているか否かはロシア側と西側諸国と見解の相違があり、ロシア側は度々否定していたが、欧州安全保障協力機構のウクライナ特別監視団は、ドンバス側から国境線を越えてロシア側へ運び出す貨物200便と記されたロシア連邦軍の「儀式」車両が2018年5月時点24台以上を数えたことを報告した。
貨物200便は、 2022年ロシアのウクライナ侵攻中に死亡・若しくは捕虜となったロシア兵を公表するウクライナ内務省のウェブサイト、200rf.comの名称（URL）において言及されている。 
また貨物200便を戦場から運び出すことがままならず、常温で「耐えられない悪臭を」放ったまま放置されている様子や、人間の身長の長さの「ゴミ」を遺棄している様子を語るロシア軍の通信が傍受されている。 

## 関連する軍の暗号
- 貨物100便: 弾薬
- 貨物300便: 負傷者
- 貨物400便: 脳震盪を起こしている者や捕虜
- 貨物500便: 医薬品
- 貨物600便: 特大貨物
- 貨物700便: 現金
- 貨物800便: "特別" または化学兵器